# 哈莫尼鎮區 (伊利諾伊州漢考克縣)
哈莫尼鎮區（英語：Harmony Township）是位於美國伊利諾伊州漢考克縣的一個行政鎮區。

## 地方資料
根據2010年美國人口普查的數據，哈莫尼鎮區的面積為97.30平方千米，當中陸地面積為97.27平方千米，而水域面積為0.03平方千米。當地共有人口318人，而人口密度為每平方千米3.27人。